# Дискографија Снуп Дога
Дискографија америчког репер Снуп Дога састоји се од 16 студијских албума, 4 колаборативна албума, 17 компилацијских албума, 2 ЕП-а, двадесет микстејпова, 127 синглова и 14 промотивних синглова. Продао је више од 23,5 милиона албума у Сједињеним Државама и 37 милиона албума широм света. Освојио је 14 награда за најбоље синглове на Billboard hot 100 листи.
Снуп Дог је широј јавности постао позат 1992. године, када је гостовао на Др. Дреовом албуму The Chronic, на песми Deep Cover.
Његов деби албум Doggystyle објављен је за Дет роу рекордс 1993. године и био је на првом месту листа Billboard 200 и Billboard Top R&B/Hip-hop, а прве недеље продат је у 803.000 примерака. Овај албум добио је четири награда, а на њему су се нашли хит синглови као што су What's My Name?, Gin & Juice и Doggy Dogg World. До марта 2008. године албум је продат у 6.137.000 примерака у Сједињеним Државама.
Године 1994. репер је објавио албум филмске музике, за кратки филм Murder Was The Case. Албум је дебитовао на Bilboard 200, на првом месту, а током прве недеље продат је у 329.000 примерака. Наредне недеље албум је такође био на првом месту, а продат је у још 197.000 примерака.
После успешног издања албума Doggystyle почео је да ради на другом албуму. Године 1996. избацио је други студијски албум под називом Tha Doggfather. Овај албум је такође био на првом месту музичких листа у Сједињеним Државама и Великој Британији.
Године 1998. репер је објавио албум Da Game Is to Be Sold, Not to Be Told под окриљем издавачке куће No limit records. Албум је дебитовао на првом месту Billboard 200 листе, а током прве недеље од избацивања продат је у 520.00 примерака и остао на првом месту и друге недеље, када је продат у још 246.000 примерака. Ово је уједно један од најпродаванијих албума Снуп Дога, а на њему су се нашли синглови Still a G Thang и Woof. До марта 2008. године, албум је продат у 2.085.000 примерака у Сједињеним Државама.
Четврти студијски албум No Limit Top Dogg издат је 11. маја 1999. године. Један од водећи синглова са албума био је Bitch Please, на којој су гостовали Егзибит и Нејт Дог, а песму је продуцирао Др. Дре. Музички видео за други сингл G Bedtime Stories добио је позитивне критике. Албум је дебитовао на другом месту америчке листе Billboard 200, а пре недеље продат је у 187.000 примерака. Иако је ово био први албум Снуп Дога који није имао велику продају током прве недеље, до марта 2008. године у Сједињеним Државама продат је у 1.518.000 примерака.
Трећи и псоледњи албум који је објављен под окриљем No Limit Recordsa и његовм први албум за новосновану издавачку кућу Doggystyle Records, под називом Tha Last Meal изаша је 19. децембра 2000. године. На албуму су се нашле хитови попут What's My Name Pt. 2", Hennesey n Buddah, Lay Low, "Loosen' Control и Wrong Idea. Албум је номинован за албум године на Music video церемонији. Tha Last Meal' био је на 9. месту америчке музичке листе Billboard 200, а током прве недеље продат је у 397.238 примерака. Током треће недеље од избацивања албум је био на 4. месту листе. На листи Billboard Top R&B/Hip-hop албум је био на првом месту четири узастопне недеље. До 2001. године продат је у 1.200.000 примерака у Сједињеним Државама.
Шести студијски албум Paid tha Cost to Be da Bo$$ изашао је 22. новембра 2006. Албум је дебитовао на америчкој листи Billboard 200 и продат је у 174.000 примерака током прве недеље. Након тога, албум је добио награду од Америчког удружења дискографских кућа, а укупно је широм света продат у 1.500.000 примерака.
Седми студијски абум репера R&G (Rhythm & Gangsta): The Masterpiece објављен је 20004. године. Песма Drop It Like It's Hot у сарадњи са репером Фарелом Вилијамсом пуштен је као први сингл 14. септембра 2004. године и била је номинована за Греми награду за најбољу реп песму.
Године 2006. песма I Wanna Love You у сарадњи са Ејконом постала је друга Снуп Догова песма која се нашла на првом месту листе Hot 100.
Tha Blue Carpet Treatment, осми студијски албум Снуп Дога издат је 2006. године и био на петом месту америчке Billboard 200 листе, са 264.000 проданих примерака током прве недеље. До марта 2008. године албум је продат у 903.000 примерака у Сједињеним Државама. Сингл Sexual Eruption са албума, нашао се на 7. месту Hot 100 листе. 
Девети студијски албум Ego Trippin' објављен је 11. марта 2008. године, а продат је у преко 137.000 примерака током прве недеље од објављиавања у Сједињеним Државама. Налази се на трећем месту америчке листе Billboard 200, а током друге недеље пао је на 7. позицију, када је продат у јиш 57.000 примерака. Ego Trippin' био је десети најпродаванијих хип-хоп албум године, са 401.000 проданим примерком у Сједињеним Државама.
Malice n Wonderland је десети студијски албум Снуп Дога, објављен 8. децембра 2009. године. На албуму су се нашли синглови Gangsta Luv и I Wanna Rock и они су доспели на Billboard 200 листу. Албум је током прве недеље продат у 61.000 примерака, а ово је био први други албум Снуп Дога који није успео да буде међу првих 10. на листи Bollboard 200. Укупно је продат у преко 400.000 примерака у Сједињеним Државама, до 2011. године.
Годинне 2011. Снуп Дог објавио је десети студијски албум Doggumentary, који се нашао на осмом месту америчке листе Billboard 200, а продат је у 50.000 примерака прве недеље у Сједињеним Државама. Гост на ремиксу песме Wet био је Давид Гета, а песма се нашла на врховима музичких листа Француске, Аустралије и Аустрије.
Године 2013. репер је издао албум Reincarnated. Албум се нашао на Billboard Top Reggae Albums и задржао се на листи 34 недеље.
Његов тринаести соло албум Bush објављен је у мају 2015. године, а на њему су се нашли синглови Peaches N Cream, So Many Pros, и California Roll у дуети са Стиви Вондером. Bush је био шести соло албум Снуп Дога који је дебитовао на  Billboard Top R&B/Hip-Hop Albums листи.
Четрнаести албум репера Coolaid објављен је 1. јула 2016. године. Петнаест албум Neva Left објављен је 19. маја 2017. године, а петнаести соло албум Bible of Love, изашао је 16. марта 2018. године.

## Албуми

### Студијски албуми
| Назив                                   | Детаљи албума | Позиција | Позиција | Позиција | Позиција | Позиција | Позиција | Позиција | Позиција | Позиција | Позиција | Број проданих промерака             | Сертификати |
| Назив                                   | Детаљи албума | САД      | САД R&B  | АУС      | БЕЛ      | КАН      | ФРА      | ГЕР      | НЗ       | ШВА      | УК       | Број проданих промерака             | Сертификати |
| --------------------------------------- | --- | -------- | -------- | -------- | -------- | -------- | -------- | -------- | -------- | -------- | -------- | ----------------------------------- | --- |
| Doggystyle'                             | - Датум издања: 23. новембар 1993. - Издавачка кућа: Death Row Records - Формат: ЦД, ЛП, касета, дигитално преузимање                                       | 1        | 1        | 24       | —        | 10       | —        | 21       | 25       | 24       | 38       | - ИФПИ: 11,000,000 - САД: 7,000,000 | - Америчко удружење дискографских кућа: 4× Платина - БПИ: Платина - MC: Платина - SNEP: Gold                                                                                                |
| Tha Doggfather                          | - Датум издавања: 12. новембар 1996. - Издавачка кућа: Death Row - Формат: ЦД, ЛП, касета, дигитално преузимање                                             | 1        | 1        | 12       | 45       | 2        | 9        | 23       | 6        | 41       | 15       | - САД: 2,000,000                    | - Америчко удружење дискографских кућа: 2× Платина - БПИ: Злато - MC: Платина - RMNZ: Злато                                                                                                 |
| Da Game Is to Be Sold, Not to Be Told   | - Датум издавања: 4. август 1998. - Издавачка кућа: No Limit Records Формат: ЦД, ЛП, касета, дигитално преузимање                                           | 1        | 1        | 14       | —        | 4        | 44       | 24       | 11       | 50       | 28       | - САД: 2,085,000                    | - Америчко удружење дискографских кућа: 2× Платина - BPI: Сребро - MC: Платина |
| No Limit Top Dogg                       | - Датум издавања: 11. мај 1999. - Издавачка кућа: No Limit Формат: ЦД, ЛП, касета, дигитално преузимање                                                     | 2        | 1        | 48       | —        | 10       | 53       | 46       | 25       | —        | 48       | - САД: 1,518,000                    | - Америчко удружење дискографских кућа: Платина - BPI: Сребро - MC: Злато |
| Tha Last Meal                           | - Датум издавања: 19. децембар 2000. - Издавачка кућа: No Limit - Формат: ЦД, ЛП, касета, дигитално преузимање                                              | 4        | 1        | 38       | 47       | 15       | 13       | 55       | 19       | 81       | 62       | - САД: 2,068,000                    | - Америчко удружење дискографских кућа: Платина - BPI: Злато - MC: Платина - SNEP: Злато |
| Paid tha Cost to Be da Boss             | - Датум издавања: 26. новембар 2002. - Издавачка кућа: Priority Records , Capitol Records - Формат: ЦД, ЛП, касета, дигитално преузимање                    | 12       | 3        | 55       | 48       | —        | 17       | 46       | 27       | 48       | 64       | - САД: 1,300,000                    | - Америчко удружење дискографских кућа: Платина - BPI: Злато - MC: Злато - SNEP: Злато |
| R&G (Rhythm & Gangsta): The Masterpiece | - Датум издавања: 16. новембар 2004. - Издавачка кућа: Doggystyle, Star Trak EntertainmentGeffen Records - Формат: ЦД, ЛП, касета, дигитално преузимање     | 6        | 4        | 38       | 11       | 8        | 14       | 14       | 11       | 13       | 12       | - САД: 1,724,000                    | - Америчко удружење дискографских кућа: Платина - Аустралијско удружење дискографских кућа: Злато - BPI: Платина - BVMI: Злато - IFPI SWI: Злато - MC: Платина - RIANZ: Злато - SNEP: Злато |
| Tha Blue Carpet Treatment               | - Датум издавања: 21. новембар 2016. - Издавачка кућа: Doggystyle, Geffen - Формат: ЦД, ЛП, дигитално преузимање                                            | 5        | 2        | 56       | 46       | 10       | 8        | 41       | 20       | 12       | 47       | - САД: 903,000                      | - Америчко удружење дискографских кућа: Злато - BPI: Сребро - SNEP: Злато - NFPF: Злато |
| Ego Trippin'                            | - Датум издавања: 11. март 2008. - Издавачка кућа: Doggystyle, Geffen - Формат: ЦД, ЛП, дигитално преузимање                                                | 3        | 2        | 29       | 27       | 3        | 19       | 29       | 24       | 9        | 23       | - САД: 401,000                      | - NFPF: Злато |
| Malice n Wonderland                     | - Датум издавања: 8. децембар 2009. - Издавачка кућа: Doggystyle, Priority - Формат: ЦД, ЛП, дигитално преузимање                                           | 23       | 5        | —        | —        | 70       | 62       | —        | —        | 74       | 155      | - САД: 400,000                      | |
| Doggumentary                            | - Датум издавања: 29. март 2011. - Издавачка кућа: Doggystyle, Priority - Формат: ЦД, ЛП, дигитално преузимање                                              | 8        | 4        | 12       | 30       | 28       | 36       | 44       | 35       | 16       | 44       | - САД: 123,000                      | |
| Reincarnated                            | - Датум издавања: 23. април 2013. - Издавачка кућа: Berhane Sound System, Mad Decent, Vice Records, RCA Records - Формат: ЦД, ЛП, дигитално преузимање      | 16       | —        | 23       | 45       | 14       | 56       | 20       | 31       | 13       | 34       | - САД: 104,000                      | |
| Bush                                    | - Датум издавања: 12. мај 2015. - Издавачка кућа: Doggystyle, i am OTHER, Columbia Records, Sony Music Entertainment - Формат: ЦД, ЛП, дигитално преузимање | 14       | 1        | 32       | 42       | 13       | 21       | 32       | 39       | 15       | 25       | - САД: 250,000                      | |
| Coolaid                                 | - Датум издавања: 1. јул 2016. - Издавачка кућа: Doggystyle, Entertainment One - Формат: ЦД, ЛП, дигитално преузимање                                       | 40       | 5        | 51       | 122      | 37       | 146      | 67       | —        | 19       | 122      |                                     | |
| Neva Left                               | - Датум издавања: 19. мај 2017 - Издвачка кућа: Doggystyle, Empire Distribution - Формат: ЦД, ЛП, дигитално преузимање                                      | 54       | 26       | 94       | 78       | 39       | 96       | —        | —        | 19       | —        |                                     | |
| Bible of Love                           | - Датум издавања: 16. март 2018. - Издавачка кућа: RCA Inspiration, All the Time Entertainment - Формат: ЦД, ЛП, дигитално преузимање                       | 148      | —        | —        | —        | —        | —        | —        | —        | —        | —        |                                     | |

### Реиздања
| Назив       | Детаљи албума                                                                                              | Позиција | Позиција | Позиција | Позиција | Сертификат |
| Назив       | Детаљи албума                                                                                              | САД      | САД R&B  | САД РЕП  | ГР       | Сертификат |
| ----------- | --- | -------- | -------- | -------- | -------- | ---------- |
| More Malice | - Датум издавања: 23. март 2010. - Издавачка кућа: Doggystyle, Priority - Формат: ЦД, дигитално преузимање | 29       | 10       | 3        | 45       |            |

### Колоборативни албуми
| Назив                                                          | Детаљи | Позиција | Позиција | Позиција  | Позиција | Број проданих примерака | Сертификати                                                 |
| Назив                                                          | Детаљи | САД      | САД R&B  | САД АЛБУМ | КАН      | Број проданих примерака | Сертификати                                                 |
| -------------------------------------------------------------- | --- | -------- | -------- | --------- | -------- | ----------------------- | ----------------------------------------------------------- |
| Tha Eastsidaz (Tray Deee и Goldie Loc)                         | - Датум издавања: 1. фебруар 2000. - Издавачка кућа: Doggystyle Records, TVT Records - Формат: ЦД, ЛП, касета, дигитално преузимање | 8        | 5        | 1         | 8        | - САД: 1,000,000        | - Америчко удружење дискографских кућа: Платина - MC: Злато |
| Duces 'n Trayz: The Old Fashioned Way (Tray Deee и Goldie Loc) | - Датум издавања: 31. јул 2001. - Издавачка кућа: Doggystyle, TVT - Формат: ЦД, ЛП, касета, дигитално преузимање                    | 4        | 2        | 1         | —        | - САД: 839,000          | - Америчко удружење дискографских кућа: Злато - MC: Злато   |
| The Hard Way (Нејт Дог, Warren G)                              | - Датум издавања: 17. август 2004. - Издавачка кућа: TVT - Формат: ЦД, ЛП, аудисо касета                                            | 4        | 1        | 1         | 3        | - САД: 500,000          | - MC: Злато                                                 |
| 7 Days of Funk (Dâm-Funk)                                      | - Датум издавања: 10. децембар 2013. - Издавачка кућа: Stones Throw Records - Формат: ЦД, ЛП, дигитално преузимање                  | —        | 27       | 33        | —        |                         |                                                             |
| Cuzznz (Снуп Дог и Daz Dillinger)                              | - Датум издавања: 15. јануар 2016. - Издавачка кућа: Felder Entertainment Inc. - Формат: ЦД, дигитално преузимање                   |          |          |           |          |                         |                                                             |

### Филмски албуми
| Назив                                      | Детаљи | Позиција | Позиција | Позиција | Позиција | Позиција | Позиција | Позиција | Број проданих примерака | Сертификати                                                     |
| Назив                                      | Детаљи | САД      | САД R&B  | БЕЛ      | КАН      | ФРА      | ГЕР      | ХОЛ      | Број проданих примерака | Сертификати                                                     |
| ------------------------------------------ | --- | -------- | -------- | -------- | -------- | -------- | -------- | -------- | ----------------------- | --------------------------------------------------------------- |
| Murder Was the Case                        | - Датум издавања: 15. октобар 1994. - Издавачка кућа: Death Row, Interscope - Формат: ЦД, дигитално преузимање, ЛП                      | 1        | 1        | —        | —        | —        | —        | —        | - САД: 2,000,000        | - Америчко удружење дискографских кућа:: 2× Платина - MC: Злато |
| Bones                                      | - Датум издавања: 9. октобар 2001. - Издавачка кућа: Doggystyle, Priority - Формат: ЦД, дигитално преузимање, ЛП                        | 34       | 14       | —        | —        | —        | —        | —        |                         |                                                                 |
| The Wash                                   | - Датум издавања: 6. новембар 2001. - Издавачка кућа: Aftermath, Doggystyle, Interscope - Формат: ЦД, дигитално преузимање, ЛП          | 19       | 5        | —        | 9        | 21       | 20       | 15       | - САД: 500,000          | - Америчко удружење дискографских кућа: Злато                   |
| Mac & Devin Go to High School (Виз Калифа) | - Датум издавања: 13. децембар 2011. - Издавачка кућа: Rostrum Records, Doggystyle, Atlantic Records - Формат: ЦД, дигитално преузимање | 29       | 6        | 9        | —        | —        | —        | —        | - САД: 435,500          | - Америчко удружење дискографских кућа: Злато                   |

### Компилацијски албуми
| Назив                                                      | Детаљи албума | Позиција | Позиција        | Позиција | Позиција | Позиција | Позиција | Позиција | Позиција | Позиција | Сертификати                  |
| Назив                                                      | Детаљи албума | САД      | САД R&B/Hip-Hop | АУС      | БЕЛ      | ФРА      | ХОЛ      | НЗ       | ШВА      | УК       | Сертификати                  |
| ---------------------------------------------------------- | --- | -------- | --------------- | -------- | -------- | -------- | -------- | -------- | -------- | -------- | ---------------------------- |
| Smokefest Underground                                      | - Датум издавања: 19. мај 1998 - Издавачка кућа: Death Row - Формат: ЦД, ЛП, касета, дигитално преузимање                | —        | —               | —        | —        | —        | —        | —        | —        | —        |                              |
| Dead Man Walkin'                                           | - Датум издавања: 31. октобар 2000. - Издавачка кућа: Death Row - Формат: ЦД, ЛП, касета, дигитално преузимање           | 24       | 11              | 94       | —        | —        | —        | 48       | —        | —        |                              |
| Death Row: Snoop Doggy Dogg at His Best                    | - Датум издавања: 23. октобар 2001. - Издавачка кућа: Death Row, Priority - Формат: ЦД, ЛП, касета, дигитално преузимање | 28       | 18              | 86       | —        | —        | 89       | 9        | 80       | 90       | - BPI: Сребро - RIANZ: Злато |
| Snoop Dogg Presents...Doggy Style Allstars Vol. 1          | - Датум издавања: 13. август 2002. - Издавачка кућа: Doggystyle - Формат: ЦД, ЛП, касета, дигитално преузимање           | 19       | 8               | 53       | —        | 34       | —        | —        | 72       | —        |                              |
| Tha Dogg: Best of the Works                                | - Датум издавања: 9. децембар 2003. - Издавачка кућа: Death Row - Формат: ЦД, ЛП, касета, дигитално преузимање           | —        | —               | —        | —        | —        | —        | —        | —        | —        |                              |
| The Best of Snoop Dogg                                     | - Датум издавања: 28. септембар 2005. - Издавачка кућа: Priority - Формат: ЦД, ЛП, дигитално преузимање                  | 121      | 44              | —        | 63       | —        | 72       | —        | 100      | 50       |                              |
| Bigg Snoop Dogg Presents...Welcome to tha Chuuch: Da Album | - Датум издавања: 13. децембар 2005. - Издавачка кућа: Doggystyle, Koch Records - Формат: ЦД, ЛП, дигитално преузимање   | 184      | 36              | —        | —        | 184      | —        | —        | —        | —        |                              |
| Unreleased Heatrocks                                       | - Датум издавања: јануар 2007. - Издавачка кућа: Doggystyle, MySpace Records - Формат: дигитално преузимање              | —        | —               | —        | —        | —        | —        | —        | —        | —        |                              |
| Legend of Hip Hop                                          | - Датум издавања: 6. фебруар 2007 - Издавачка кућа: K-Town - Формат: ЦД, дигитално преузимање                            | —        | —               | —        | —        | —        | —        | —        | —        | —        |                              |
| Snoop Dogg Presents The Big Squeeze                        | - Датум издавања: 24. април 2007. - Издавачка кућа: Doggystyle, Koch - Формат: ЦД, дигитално преузимање                  | 71       | 17              | —        | —        | —        | —        | —        | —        | —        |                              |
| pt                                                         | - Датум издавања: 4. јануар 2008. - Издавачка кућа: K-Town - Формат: ЦД, дигитално преузимање                            | —        | —               | —        | —        | —        | —        | —        | —        | —        |                              |
| Christmas in tha Dogg House                                | - Датум издавања: 16. децембар 2008. - Издавачка кућа: Doggystyle, Gangsta Grooves - Формат: дигитално преузимање        | —        | —               | —        | —        | —        | —        | —        | —        | —        |                              |
| Bacc to tha Chuuch, Vol. 1                                 | - Датум издавања: 4. август 2009. - Издавачка кућа: Doggystyle, Gangsta Grooves - Формат: дигитално преузимање           | —        | —               | —        | —        | —        | —        | —        | —        | —        |                              |
| Death Row: The Lost Sessions Vol. 1                        | - Датум издавања: 13. октобар 2009. - Издавачка кућа: WIDEawake, Death Row - Формат: ЦД, дигитално преузимање            | 129      | 22              | —        | —        | —        | —        | —        | —        | —        |                              |
| pt                                                         | - Датум издавања: 23. фебруар 2010. - Издавачка кућа: Priority - Формат: ЦД, дигитално преузимање                        | —        | 84              | —        | —        | —        | —        | —        | —        | —        |                              |
| My #1 Priority                                             | - Датум издавања: 13. јул 2010. - Издавачка кућа: Priority - Формат: ЦД, дигитално преузимање                            | —        | —               | —        | —        | —        | —        | —        | —        | —        |                              |

### Микстејпови
| Назив                                             | Детаљи |
| ------------------------------------------------- | --- |
| Welcome to tha Chuuch, Vol. 1                     | - Датум издавања: 2003. - Издавачка кућа: Doggystyle - Формат: ЦД, дигитално преузимање                                 |
| Welcome to tha Chuuch, Vol. 2                     | - Датум издавања: 2003. - Издавачка кућа: Doggystyle - Формат: ЦД, дигитално преузимање                                 |
| Westside Reloaded (DJ Whoo Kid)                   | - Датум издавања: 24. јун 2003. - Издавачка кућа: самостално издање - Формат: ЦД                                        |
| Welcome to tha Chuuch, Vol. 3                     | - Датум издавања: 30. септембар 2003. - Издавачка кућа: Doggystyle - Формат: ЦД, ЛП, дигитално преузимање               |
| Welcome to tha Chuuch, Vol. 4 (Sunday School)     | - Датум издавања: 9. март 2004. - Издавачка кућа: Doggystyle - Формат: ЦД, ЛП, дигитално преузимање                     |
| Welcome to tha Chuuch, Vol. 5 (The Revival)       | - Датум издавања: 20. април 2004. - Издавачка кућа: Doggystyle - Формат: ЦД, дигитално преузимање                       |
| Welcome to tha Chuuch, Vol. 6 (Testify)           | - Датум издавања: 7. фебруар 2005. - Издавачка кућа: Doggystyle - Формат: ЦД, дигитално преузимање                      |
| Welcome to tha Chuuch, Vol. 7 (Step Ya Game Up)   | - Датум издавања: 28. фебруар 2005. - Издавачка кућа: Doggystyle - Формат: ЦД, дигитално преузимање                     |
| Welcome to tha Chuuch, Vol. 8 (Preach Tabernacal) | - Датум издавања: 11. април 2005. - Издавачка кућа: Doggystyle - Формат: ЦД, дигитално преузимање                       |
| Welcome to tha Chuuch, Vol. 9 (Run Tell Dat)      | - Датум издавања: 2005 - Издавачка кућа: Doggystyle - Формат: ЦД, дигитално преузимање                                  |
| Tha Blue Carpet Treatment                         | - Датум издавања: 18. новембар 2006. - Издавачка кућа: CMP - Формат: ЦД, дигитално преузимање                           |
| Mandatory Hyphy (JT tha Bigga Figga)              | - Датум издавања: 6. март 2007. - Издавачка кућа: Get Low Digital - Формат: ЦД, дигитално преузимање                    |
| The City Is In Good Hands (DJ Drama)              | - Датум издавања: 4. јул 2008. - Издавачка кућа: самостално издање - Формат: ЦД, дигитално преузимање                   |
| Landy & Egg Nog: A DPG Christmas (DJ Whoo Kid)    | - Датум издавања: 26. децембар 2008. - Издавачка кућа: самостално издање - Формат: дигитално преузимање                 |
| I Wanna Rock Mixtape                              | - Датум издавања: 23. новембар 2009. - Издавачка кућа: самостално издање - Формат: дигитално преузимање                 |
| We da West, Vol. 1                                | - Датум издавања: 2. март 2010. - Издавачка кућа: самостално издање - Формат: дигитално преузимање                      |
| Tha Unreleased Vol. 1                             | - Датум издавања: 15. јун 2010. - Издавачка кућа: Howie McDuffie - Формат: дигитално преузимање                         |
| Puff Puff Pass Tuesdays Mixtape Vol. 1            | - Датум издавања: 16. фебруар 2011. - Издавачка кућа: самостално издање - Формат: дигитално преузимање                  |
| Throw Your Dubs Up (Battlecat и MistaJam)         | - Датум издавања: 4. октобар 2011. - Издавачка кућа: Doggystyle - Формат: дигитално преузимање                          |
| That's My Work Vol. 1 (Tha Dogg Pound)            | - Датум издавања: 2. децембар 2012. - Издавачка кућа: Gangsta Gangsta Online, Doggystyle - Формат: дигитално преузимање |
| That's My Work 2                                  | - Датум издавања: 28. октобар 2013. - Издавачка кућа: Doggystyle - Формат: дигитално преузимање                         |
| That's My Work 3                                  | - Датум издавања: 27. фебруар 2014. - Издавачка кућа: Doggystyle - Формат: дигитално преузимање                         |
| That's My Work Volume 4                           | - Датум издавања: 15. јул 2014. - Издавачка кућа: Doggystyle - Формат: дигитално преузимање                             |
| That's My Work 5                                  | - Датум издавања: 18. септембар 2014. - Издавачка кућа: Doggystyle - Формат: дигитално преузимање                       |
| LBC Movement presents Beach City                  | - Датум издавања: 5. новембар 2015. - Издавачка кућа: Doggystyle - Формат: дигитално преузимање                         |

### Видео албуми
| Назив            | Детаљи | Позиције  | Позиције | Сертификати | Напомене |
| Назив            | Детаљи | САД ВИДЕО | АУС DVD  | Сертификати | Напомене |
| ---------------- | --- | --------- | -------- | --- | --- |
| Up in Smoke Tour | - Датум издавања: 5. децембар 2000. - Издавачка кућа: RED Distribution, Eagle Rock Entertainment (30001) - Формат: DVD, ВХС | 1         | 1        | - Америчко удружење дискографских кућа:: 6× Платина - Аустралијско удружење дискографских кућа: 7× Платина - SNEP: 2× Платина | - The Up in Smoke Tour је концертни филм одржан у Вустеру, а на њему су натупали Еминем, Др. Дре, Снуп Дог и Ајс Кјуб. Филм је изашао на ДЦД издању. |

## ЕПови
| Назив                   | Детаљи                                                                                                | Позиција | Позиција | Позиција |
| Назив                   | Детаљи                                                                                                | САД 200  | УС НЕЗ.  | САД R&B  |
| ----------------------- | --- | -------- | -------- | -------- |
| Stoner's EP             | - Датум издања: 17. април 2012. - Издавачка кућа: Gangsta Gangsta Online Формат: Дигитално преузимање | 167      | 31       | 33       |
| Make America Crip Again | - Датум издања: 27. октобар 2017. - Издавачка кућа: Doggystyle, Empire Формат: Дигитално преузимање   | —        | —        | —        |
| 220                     | - Датум издања: 20. фебруар 2018. - Издавачка кућа: Doggystyle, Empire Формат: Дигитално преузимање   | —        | —        | —        |